# Агалатово
Агала́тово (фин. Ohalatva — Верховье Охты) — деревня, административный центр Агалатовского сельского поселения Всеволожского района Ленинградской области.

## Название
Название произошло от финского Oha latva — «верховье Охты».

## История
Населённый пункт впервые упомянут в Писцовой книге Водской пятины 1500 года. В описании Ивановского Куивошского погоста Ореховского уезда перечислены 14 небольших (в 1—2 двора) деревень на местности, которую называли «на Огладбе» или «на Огладве»: деревня на Огладбе (2 раза), деревня на Огладбе худая, деревня на Огладбе ж Яшково, деревня на Огладбе ж Лукинское, деревня Огладба у часовни, деревня Огладба ж на Гальде, деревня Ускалево на Огладве, деревня на Огладве ж, деревня Софоново на Огладве, деревня Ондрейково на Огладве, деревня Галуксво на Огладве ж, деревня на Огладве, деревня на Огладве на горе.
В 1617 году, после заключения Столбовского мирного договора, Ореховский уезд Водской пятины, в котором находилось селение, перешёл под власть Швеции. Шведская администрация начала переселение на обезлюдевшие вследствие войны земли части эвремейсов из северо-западной части Карельского перешейка и савакотов из восточной области Великого герцогства Финляндского Саво лютеранского вероисповедания, составивших впоследствии новую этническую группу — ингерманландцы.
В шведских документах 1642 года упоминается «Охаланская волость» и деревня Охайакала. Согласно документам 1696 года деревня называлась Охалайва и принадлежала коронному имению Лембалаборг кроноборгского сборщика налогов Якоба Хоппенстронга. В налоговых документах значились проживающие в ней семьи: Яаскеляйнен, Данилоф, Пааккойнен, Хянникяйнен, Телккойнен, Хюмюнен, Харбайнен, Макара, Янис, Кемппи, Пётсё, Вяхикяйнен, Йоно и владелец таверны Анте Олкинуора. 
Первые картографические упоминания деревни: селение Ahalad на «Карте Ингерманландии: Ивангорода, Яма, Копорья, Нотеборга» в 1676 году, и селение Ahaladvo на карте Нотебургского лена, начерченной с оригинала первой трети XVII века, в 1699 году.
После заключения в 1721 году Ништадтского мирного довора Ингерманландия вошла в состав России; к этому времени население Агалатова было преимущественно финноязычным. По данным 1744 года в деревне Охалатва проживали семьи: Виролайнен, Миккелинпойка, Пёйри, Луккаринен, Вейялайнен, Пунгели, Реконен, Хотакка, Сокиайнен и Ивари.
Во второй половине XVIII века Агалатово входило в состав мызы графа П. А. Шувалова.
Деревня Агалатова упоминается на «карте окружности Санкт-Петербурга» 1810 года.

АГАЛАТОВА — деревня принадлежит графам церемониймейстеру Андрею и штабс-ротмистру Григорию Шуваловым, жителей по ревизии 181 м. п., 184 ж. п. (1838 год)

На карте Ф. Ф. Шуберта 1844 года обозначены три соседних деревни Агалатово, две из них насчитывали 20 и 23 двора соответственно.
На этнографической карте Санкт-Петербургской губернии П. И. Кёппена 1849 года они обозначены как три деревни «Ohalatwa», расположенные в ареале расселения эвремейсов. В пояснительном тексте к этнографической карте они записаны как одна общая деревня Ohalatwa (Агалатова), для которой указано количество жителей на 1848 год: эвремейсов — 209 м. п., 226 ж. п., финнов — 51 м. п., 63 ж. п., всего 549 человек.

АГАЛАТОВО — деревня графа Шувалова по почтовому тракту, 67 дворов, 202 души м. п. (1856 год)

АГАЛАТОВО — деревня графа Шувалова. Число душ крепостных людей мужского пола: крестьян — 120, дворовых — нет. Число дворов или отдельных усадеб — 79. Земли состоящей в пользовании крестьян (в десятинах): усадебной — 63,12, на душу — 0,30; пахотной: всего — 444,82, на душу — 2,11; сенокосы: 313,48; выгоны: 32,46; кустарник: 74,96; всего удобной — 308,95, на душу — 5,05. (1860 год)

Согласно же «Топографической карте частей Санкт-Петербургской и Выборгской губерний» Агалатово в 1860 году насчитывало 81 двор.

АГАЛАТОВО — деревня владельческая при колодцах, по Кексгольмскому почтовому тракту; 81 двор, жителей 296 м. п., 336 ж. п. (1862 год)

В 1871 году граф Шувалов открыл в деревне за свой счёт школу с финским языком обучения, 12 лет в ней преподавал Симо Лаппалайнен. Затем школа была передана на баланс земства, учителями в ней работали Танели Вянска и Ольга Пуолаккайнен. в 1900-х годах преподавал Н. Котов, завучем работал Пекка Бракс. 

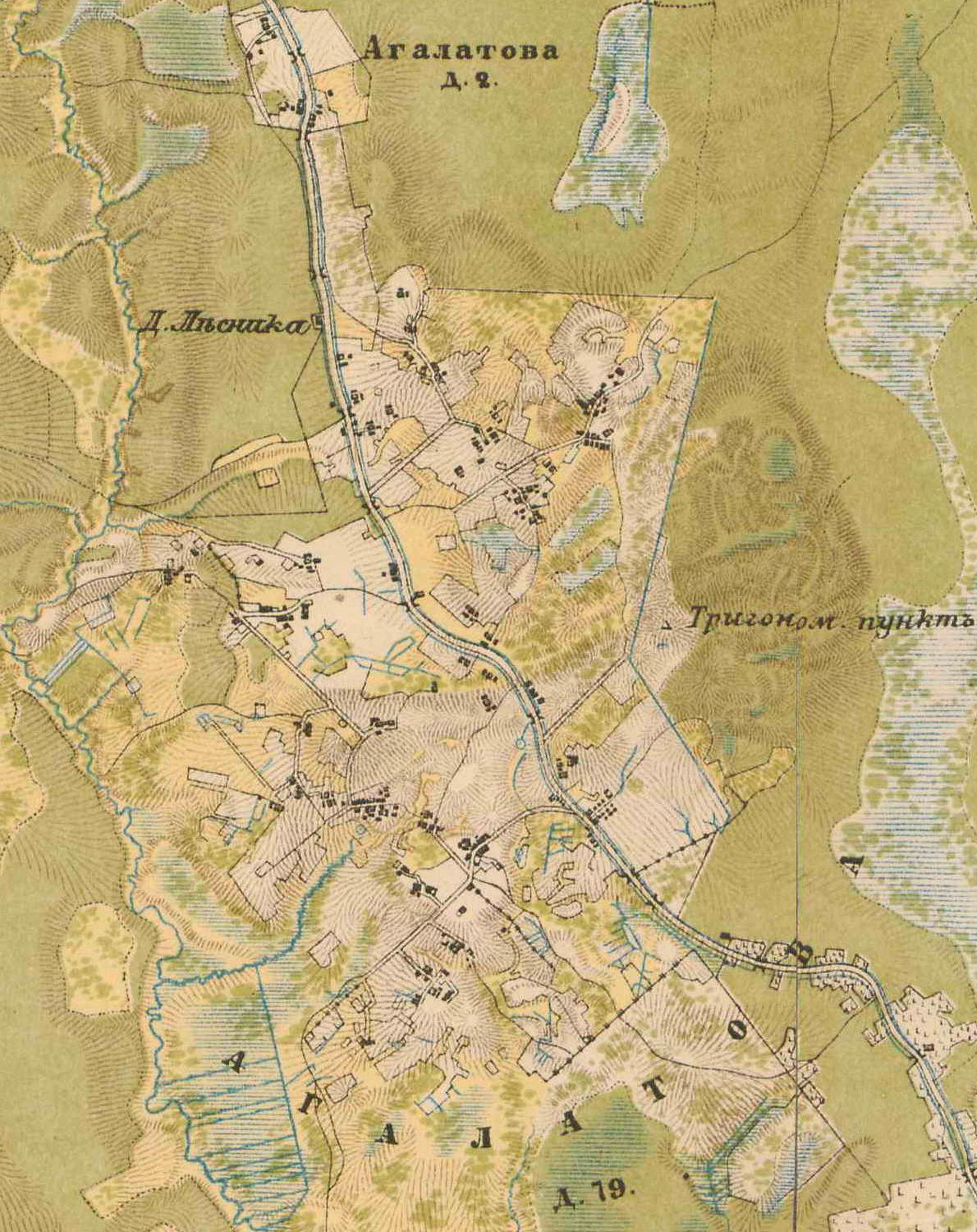
План деревни Агалатово. 1885 год.

В 1885 году, согласно карте окрестностей Петербурга, деревня насчитывала 79 дворов. Сборник же Центрального статистического комитета описывал деревню так:

АГАЛАТОВА — деревня бывшая владельческая Вартемякской волости при реке Охте, дворов — 96, жителей — 560; Школа, две лавки, постоялый двор. (1885 год).

Известный специалист по дачному отдыху В. К. Симанский так описывал Агалатово в 1892 году:
Большое селение (до ста дворов), имеет свыше 600 душ обоего пола. От столицы считается 37 верст, стоит у почтовой дороги, близь реки Охты. Местность, окружающая селение, возвышенная, холмистая, болотистая, открытая. Почва суглинистая, селение расположено на возвышенности, самая высокая точка которого 18 саж. над болотом; жители для пищи и питья пользуются водою колодезною и болотною; вода вообще невкусная, с запахом, мутная. Дома расположены группами, по обе стороны Кексгольмского тракта, отделены полями и болотами. Преобладающая постройка домов — одноэтажная, из них свыше 80 — курные избы; селение по достатку жителей должно быть причислено к бедным. Главное занятие жителей земледелие и молочное хозяйство; подспорьем служит — вскармливание питомцев и поденные работы в городе. Жители — финны, лютеране; местные (эндемические) болезни — глазные и хронические сыпи.
Согласно данным первой переписи населения Российской империи:

АГАЛАТОВО — деревня, православных — 75, протестантов — 559, мужчин — 294, женщин — 340, обоего пола — 634. (1897 год)

В конце XIX — начале XX века деревня административно относилась к Вартемякской волости 4-го стана Санкт-Петербургского уезда Санкт-Петербургской губернии.

АГАЛАТОВО — селение Вартемяккской волости, 97 домохозяйств, наличных душ: 246 м. п., 283 ж. п., земли пахотной — 682,5, леса — 157,5, итого: 840 десятин. (1905 год)

В 1908 году в деревне проживали 532 человека, из них — 75 детей школьного возраста (от 8 до 11 лет). В деревне работала открытая в 1897 году Агалатовская одноклассная земская школа. Её попечительницей являлась графиня А. И. Шувалова, учительницей — Екатерина Фёдоровна Найдина. Уроки закона божьего вёл священник Н. С. Иванов. Уроки финского языка и лютеранский закон божий вёл П. А. Бракс, пение — А. Ф. Тарасов.
По состоянию на 1914 год в состав деревни входили хутора: Кивихарью, Олккосенмяки и Рекосенмяки, всего 93 дома. В земской школе (Агалатовское училище) преподавал Николай Иванович Котов. 
С 1917 по 1924 год деревня входила в состав Агалатовского сельсовета Вартемягской волости Ленинградского уезда.
С 1924 года — в составе Парголовской волости.
По данным переписи населения 1926 года из 903 жителей Агалатова было: финнов — 831 (92 %), русских — 58, латышей — 11 и поляков — 3. В деревне проживали семьи: Ахонен, Айрикайнен, Виролайнен, Вянски, Илонен, Ихокас, Ииваринен, Йоронен, Карьялайнен, Кевели, Кяхяри, Мииккулайнен, Ниемелайнен, Олкконен, Оравайнен, Пеллинен, Питкянен, Пуллинен, Пюёрияйнен, Реконен,, Тонтти, Хентонен, Хуопонен, Хуумонен, Юссикайнен, Яатинен. В деревне Агалатово родилась поэтесса Салли Мария Ииваринен-Саворина. В том же 1926 году был организован Агалатовский финский национальный сельсовет, население которого составляли: финны — 1007, русские — 100, другие национальные меньшинства — 23 человека. В состав сельсовета входили: деревня Агалатово, деревня Сарженка и Агалатовский лесопильный завод. Сельсовет находился в составе Парголовской волости. 
С 1927 года — в составе Парголовского района.
В 1928 году население деревни составляло 903 человека.
С 1930 года — в составе Куйвозовского финского национального района.
По данным 1933 года деревня Агалатово являлась административным центром Агалатовского сельсовета Куйвозовского финского национального района. В сельсовете было 2 населённых пункта, общей численностью населения 1040 человек.
По данным 1936 года деревня Агалатово являлась центром Агалатовского сельсовета Токсовского района. В сельсовете было 2 населённых пункта, 233 хозяйства и 3 колхоза. Накануне и в годы Великой Отечественной войны Агалатово было одним из узлов 22-го (Карельского) укрепрайона. В связи со строительством укреплений КаУРа всё гражданское население Агалатова в течение мая-июля 1936 года было переселено в восточную часть Ленинградской области (ныне западная часть Вологодской области).
В 1937 году Агалатовский финский национальный сельский Совет был присоединён к Вартемякскому.
Созданные по национальному признаку административно-территориальные единицы были ликвидированы 22 февраля 1939 года. С 1939 года — в составе Вартемягского сельсовета Парголовского района.

Деревня Агалатово на карте 1940 года

Согласно топографической карте РККА 1940 года деревня насчитывала 117 дворов, в деревне находилась лесопилка. Согласно топографической карте 1940 года деревня также насчитывала 117 дворов. Возрождение деревни началось уже после окончания Великой Отечественной войны.
В годы войны в деревне располагались:
- хирургический полевой подвижный госпиталь № 819;
- эвакуационный госпиталь № 2081;
- управление головного полевого эвакуационного пункта № 91 с эвакоприёмником[35].

С 1954 года — в составе Всеволожского района.
В 1958 году население деревни составляло 901 человек.
По данным 1966 и 1973 годов деревня Агалатово также находилась в составе Вартемягского сельсовета. По административным данным 1973 года в деревне располагалась центральная усадьба совхоза «Ленинградец».
Решением облисполкома № 189 от 16 мая 1988 года признаны памятниками истории находящиеся в Агалатове братское кладбище советских воинов, погибших в борьбе с фашистами, среди которых похоронен Герой Советского Союза С. Н. Поляков, и братская могила советских воинов, погибших в советско-финляндскую войну.
По данным 1990 года деревня Агалатово также входила в состав Вартемягского сельсовета.
22 апреля 1996 года постановлением правительства Ленинградской области № 166 в деревню Агалатово был перенесён административный центр Вартемягской волости.
В Агалатове с 2000 года действует церковь святых страстотерпцев благоверных князей Бориса и Глеба.
С 2006 года деревня — административный центр вновь образованного Агалатовского сельского поселения.

## География
Деревня расположена в северо-западной части района на автодороге 41К-074 (Песочный — Киссолово) в месте пересечения её автодорогой 41К-179 (Осиновая Роща — автодорога А121).
Расстояние до районного центра, города Всеволожска — 50 км.
Расстояние до ближайшей железнодорожной станции Левашово — 18 км.
Деревня находится на левом берегу реки Охты.

## Демография
| 1835  | 1848  | 1862  | 1885  | 1897  | 1926  | 1928  |
| ----- | ----- | ----- | ----- | ----- | ----- | ----- |
| 365   | ↗549  | ↗632  | ↘560  | ↗634  | ↗903  | →903  |
| 1946  | 1952  | 1958  | 1960  | 1975  | 1989  | 1997  |
| ↘160  | ↗331  | ↗901  | ↗1024 | ↗1516 | ↗1736 | ↗4237 |
| 2002  | 2007  | 2010  | 2011  | 2012  | 2013  | 2014  |
| ↗5053 | ↘4707 | ↗5261 | ↘5113 | ↘5108 | ↗5137 | ↗5155 |
| 2017  | 2021  |       |       |       |       |       |
| ↘4865 | ↗6249 |       |       |       |       |       |

* —

### Национальный состав
По данным переписи 2002 года национальный состав населения Агалатова выглядел следующим образом:
- русские — 4034 (79,8 %);
- украинцы — 403 (8,0 %);
- белорусы — 141 (2,8 %);
- татары — 68 (1,4 %);
- прочие — 407 (8,1 %).

Согласно данным Всероссийской переписи населения 2021 года в деревне проживали 6249 человек, из них:
 русские — 5900, украинцы — 40, татары — 26, армяне — 21, таджики — 17, белорусы — 13, азербайджанцы — 8, табасараны — 7, узбеки — 7, киргизы — 6, башкиры — 5, грузины — 5, казахи — 5, корейцы — 4, кумыки — 4, адыгейцы — 2, евреи — 2, молдаване — 2, осетины — 2, чеченцы — 2, эстонцы — 2, абхазы — 1, арабы — 1, мордва — 1, немцы — 1, румыны — 1, удмурты — 1, цыгане — 1, другие национальности — 32 человека, остальные национальность не указали.

## Инфраструктура
В ходе реализации президентской программы «15+15» в 2006—2007 годах в Агалатове было построено 100 квартир для военнослужащих, уволенных в запас.
На 2014 год в деревне было учтено 1738 домохозяйств.
На 2019 год в деревне было учтено 1911 домохозяйств.

## Памятники и достопримечательности
В честь 100-летия ВВС России в 2012 году в Агалатове был установлен на постаменте в качестве памятника военный вертолет Ми-8. На него нанесён номер 61, поскольку таким был номер вертолета Героя Советского Союза Н. С. Майданова, на котором он погиб во время Второй чеченской войны.
В 2022 году в парке Авиаторов был установлен бюст Н. С. Майданова.
Вблизи Агалатова находятся самые высокие во Всеволожском районе камы, особой куполообразной формы и высотой до 108 метров над уровнем моря.

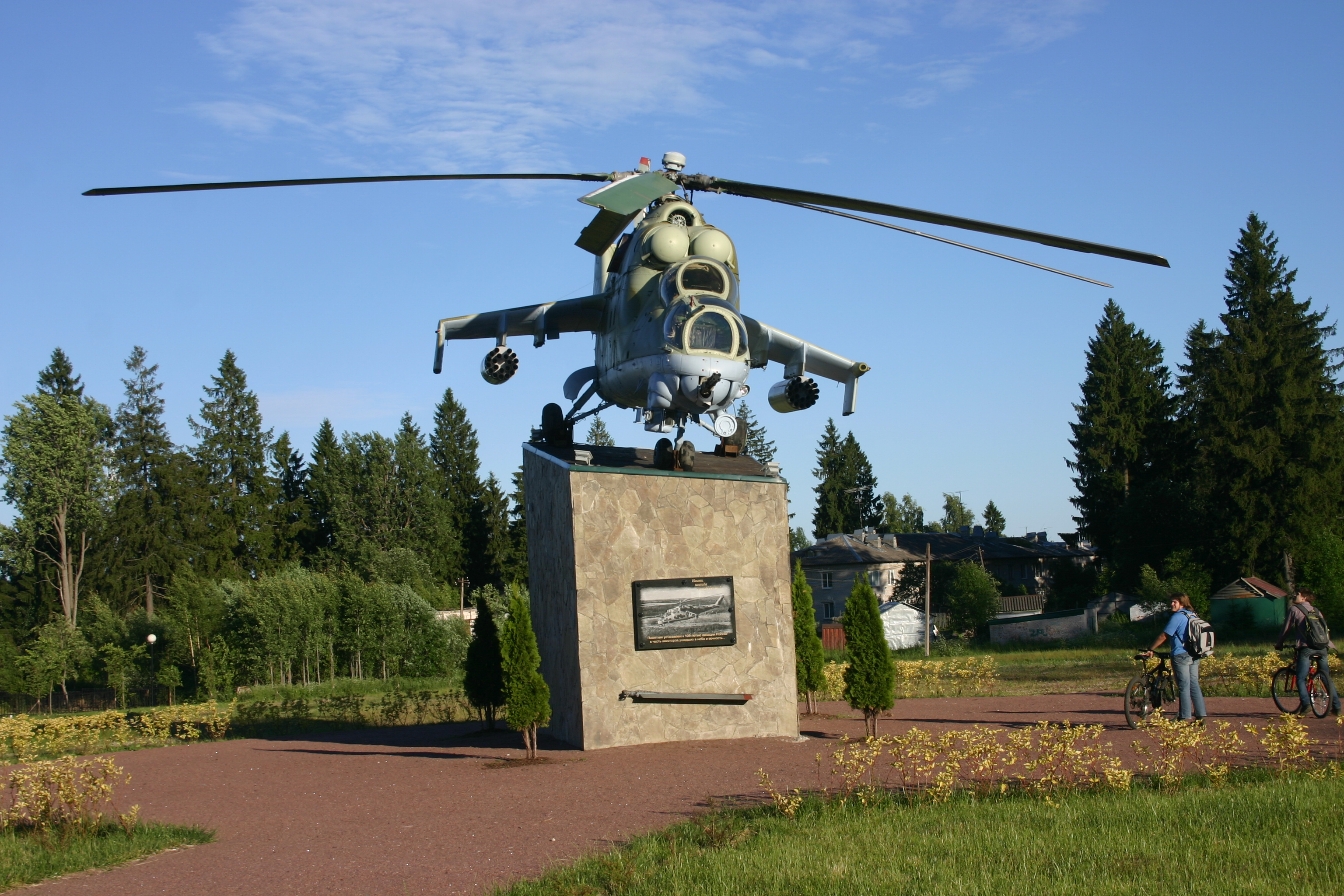
Ми-24 на постаменте
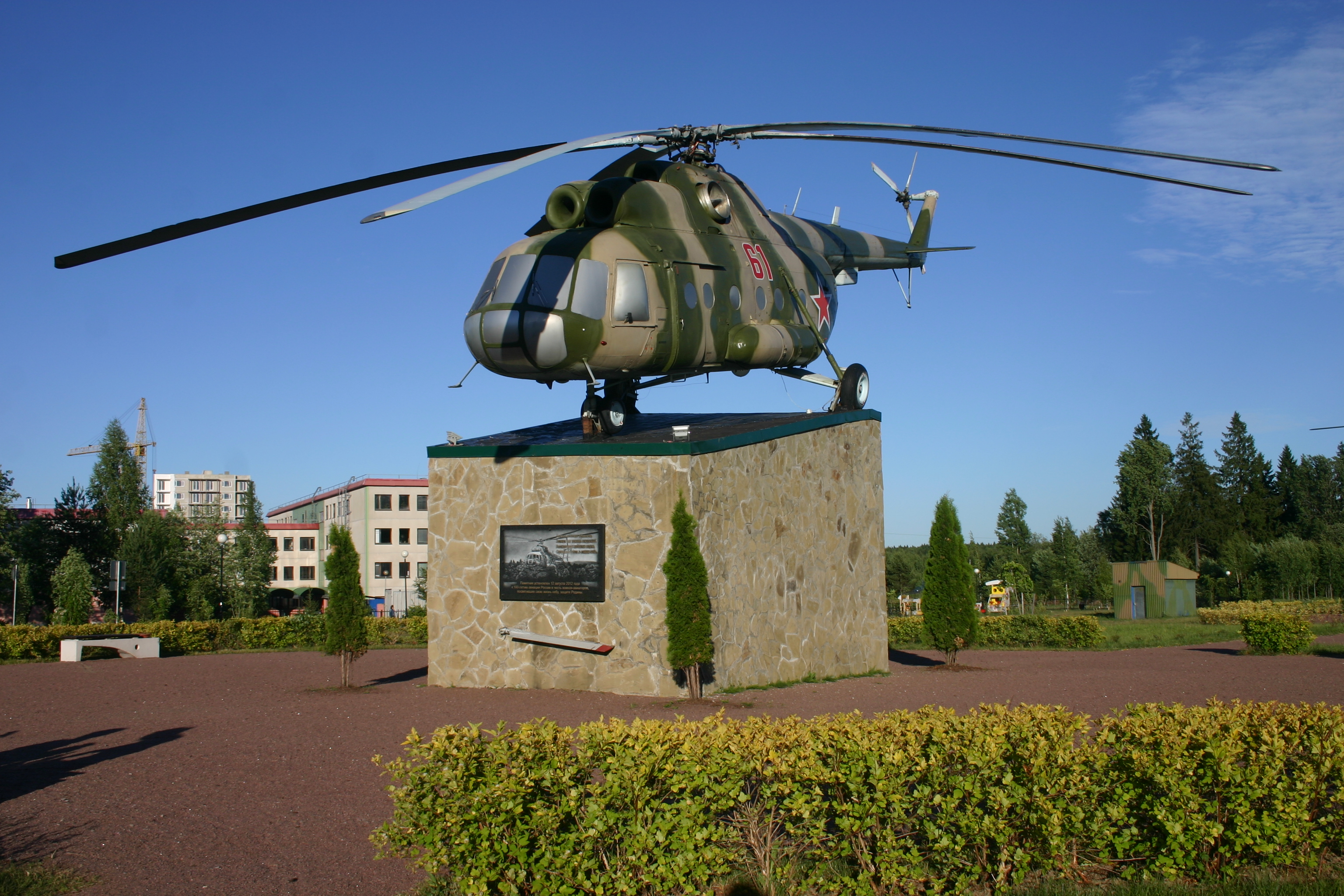
Ми-8Т на постаменте

## Транспорт
Через деревню проходят следующие пригородные автобусные маршруты:
| №   | Конечная остановка 1               | Конечная остановка 2 | Примечания |
| --- | ---------------------------------- | -------------------- | --- |
| 433 | Улица Жени Егоровой                | Агалатово            | Социальный автобусный маршрут города Санкт-Петербурга. Оплата наличными не принимается, возможна активация отложенного пополнения карты «Подорожник» (с 28 марта 2023)                                                                               |
| 436 | Улица Жени Егоровой                | Ненимяки             | Также обслуживает коттеджный посёлок Агалатово-3 (остановка «22-й километр»); социальный автобусный маршрут города Санкт-Петербурга. Оплата наличными не принимается, возможна активация отложенного пополнения карты «Подорожник» (с 28 марта 2023) |
| 447 | Агалатово                          | Платформа Песочная   | Маршрут Всеволожского района |
| 567 | Придорожная аллея                  | Елизаветинка         | Также обслуживает коттеджный посёлок Агалатово-3 (остановка «22-й километр»); социальный автобусный маршрут города Санкт-Петербурга. Оплата наличными не принимается, возможна активация отложенного пополнения карты «Подорожник» (с 28 марта 2023) |
| 625 | Сертолово, микрорайон Чёрная Речка | Всеволожск, вокзал   | Маршрут Всеволожского района; работает по будням |
| 679 | Сарженка                           | Девяткино            | Маршрут Всеволожского района |
| 690 | Лесное                             | Проспект Просвещения | Маршрут Всеволожского района; также обслуживает коттеджный посёлок Агалатово-3 (остановка «22-й километр») |

Рядом (в деревне Касимово) есть аэродром.

## Известные уроженцы
- Агонин Д. Д. — заслуженный тренер СССР по пулевой стрельбе (1970)

## Улицы
Аэродромная, Берёзовая, Берёзовая аллея, Берикульский участок, Боровая, Жилгородок, Зелёная, Золотая, Инженерная, Камышёвая, Кленовая, Кленовая аллея, Кленовый переулок, Крутая, Лесная, Липовая, Липовая аллея, Луговая, Межевая, Николая Котова, Новая, Озёрная аллея, Ольховая аллея, Плантация новогодних елок, Полевая, Приозерское шоссе, Радужная, Разъезжая, Речная аллея, Ромашковая аллея, Сарженская, Светлая, Сиреневая, Сиреневая аллея, Совхозная, Солнечная, Сосновая, Сосновая аллея, Счастливая, Тихая, Центральный проезд, Широкая.

## Садоводства
Агалатово.